# Bátovce
Bátovce (maď. Bát, něm. Frauenmarkt) jsou obec na Slovensku v okrese Levice, pod Štiavnickými vrchy na řece Sikenici. V obci, která bývala trhovým městečkem, je zřízena památková zóna. Žije zde asi 1200 obyvatel.
Sousedními obcemi jsou na severu Jabloňovce, na východě Ladzany, na jihu Žemberovce, na jihozápadě Drženice a na severozápadě Devičany. Obcí prochází silnice II/524 na trase Levice – Banská Štiavnica.

## Dějiny
První písemné zmínky o Bátovcích pocházejí ze středověkých padělků z let 1037 a 1086, kde se uvádějí jako tribuna de Foro Regine, resp. de Mercatu Regine, tedy jako místo královnina trhu. První hodnověrná zmínka o obci je však až z roku 1267, kdy se vzpomíná pod názvem Bat. V tomto období pravděpodobně slovanskou obec osídlovali němečtí kolonisté. 
V letech 1543 až 1848 patřily Bátovce levickému hradnímu panství. Od roku 1611 je v Bátovcích doložena existence cechů. V roce 1715 měla obec mlýn a 97 domácností. Pošta byla v provozu od roku 1828. V roce 1852 navštívila Bátovce česká spisovatelka Božena Němcová. Během Bachova absolutismu se staly sídlem berního úřadu a okresního soudu s pozemkovou knihou až do roku 1878. V rámci hontské župy byly sídlem okresu (Báti járás), a to až do roku 1922.
V listopadu 1938 po přičlenění Levic k Maďarsku byl do Bátovců evakuován berní úřad, který zde sídlil až do roku 1940. V roce 1943 byla k Bátovcům přičleněna obec Jalakšová, která se poprvé vzpomíná v roce 1381. Známá vodní nádrž Lipovina byla vybudována v roce 1968.

## Památky
- Římskokatolický kostel sv. Martina, goticky přestavěná původně románská stavba nejpozději z první poloviny 13. století, barokizován v r. 1730. Na neogotickém oltáři je centrální obraz (z roku 1873) Nanebevstoupení Krista; autorem obrazu je Peter Michal Bohúň.[4]
- Evangelický kostel z r. 1873 - národní kulturní památka
- Zemanská kurie (národní kulturní památka) – původně gotická dvoupodlažní stavba na půdorysu obdélníku z první třetiny 15. století. Kurie je čtyřtraktová, okna mají profilované šambrány.[5]

## Významné osobnosti
- Ján Weiss - učitel a entomolog
- Albert Škarvan - lékař , spisovatel a překladatel

## Galerie

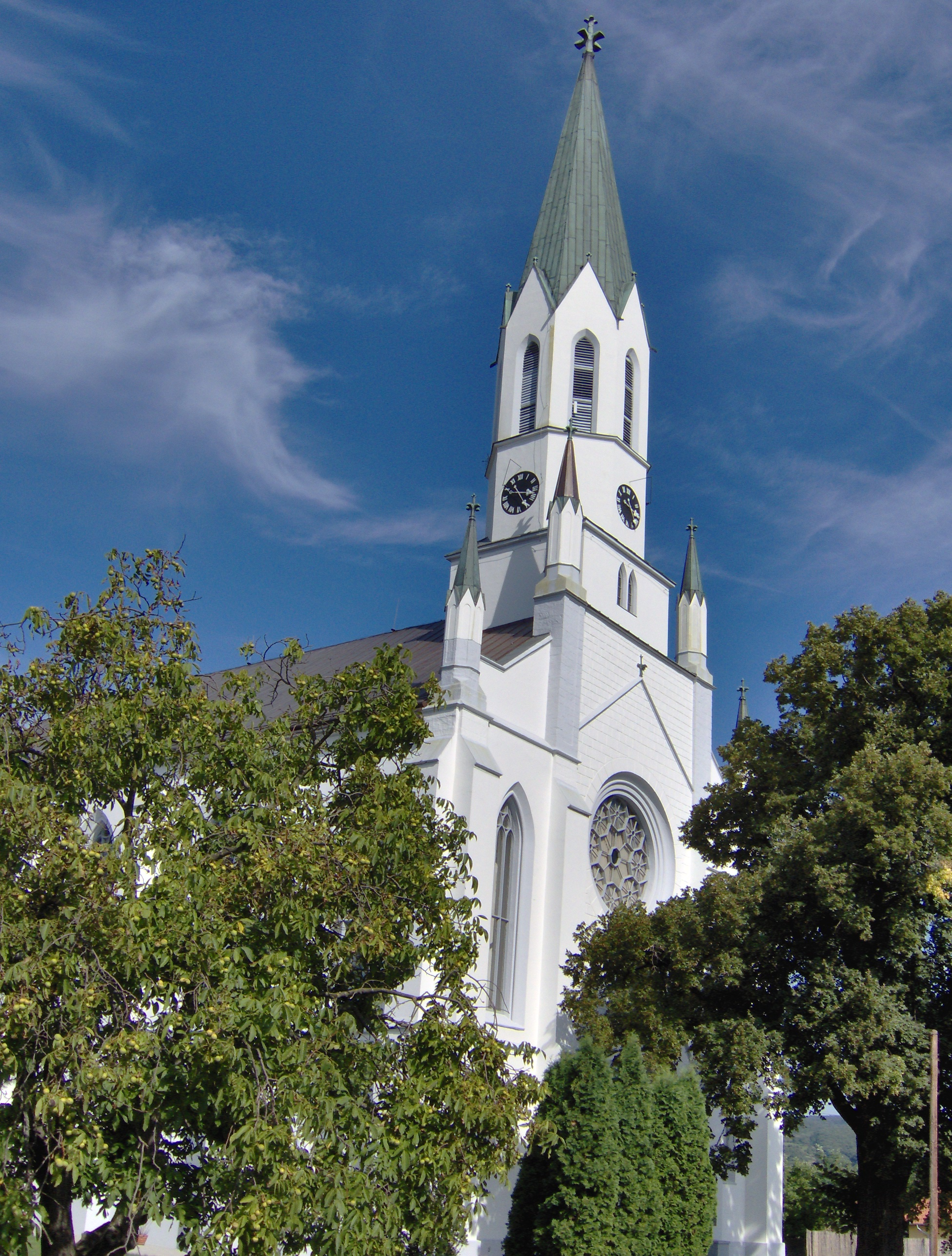
Věž evangelického kostela
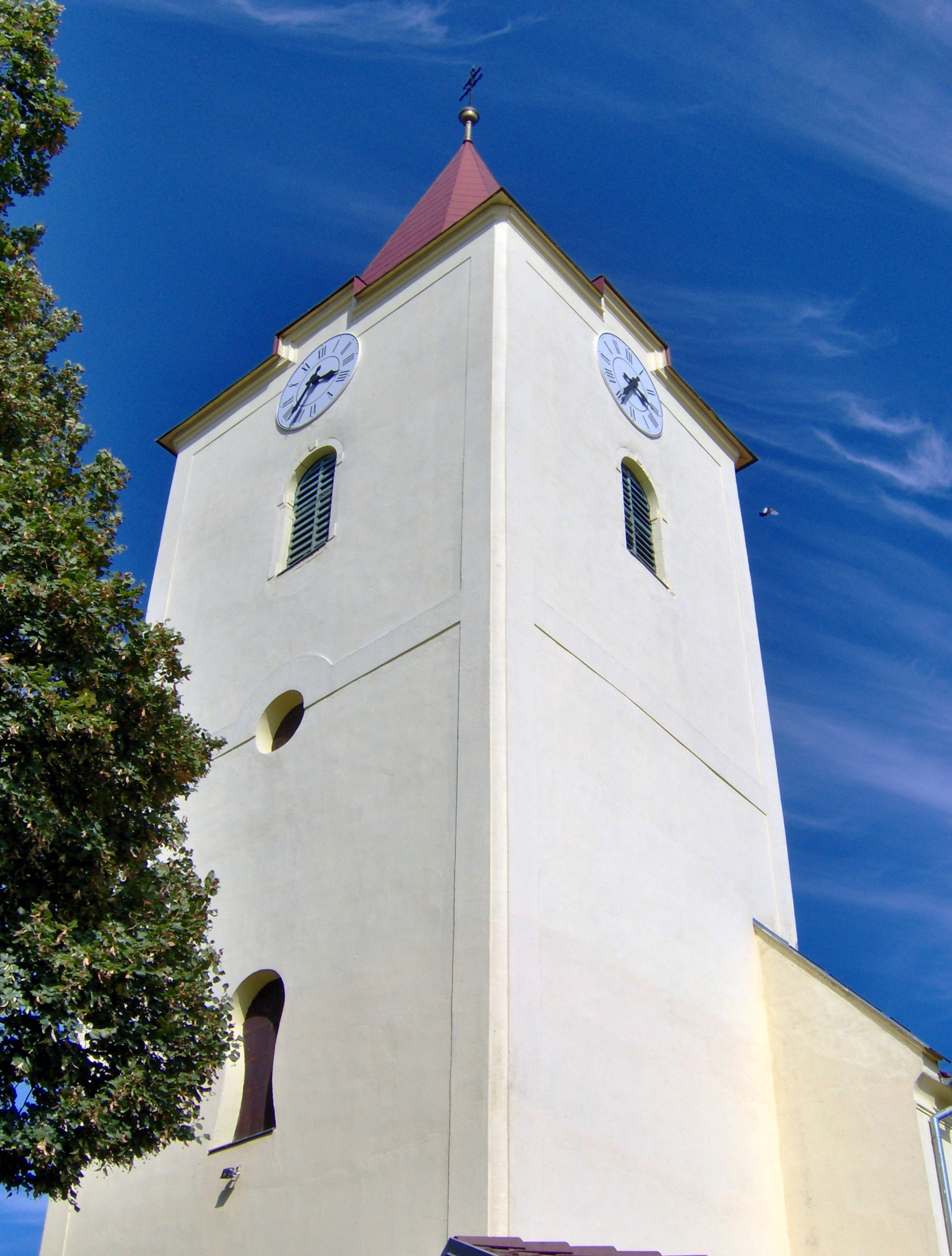
Věž katolického kostela
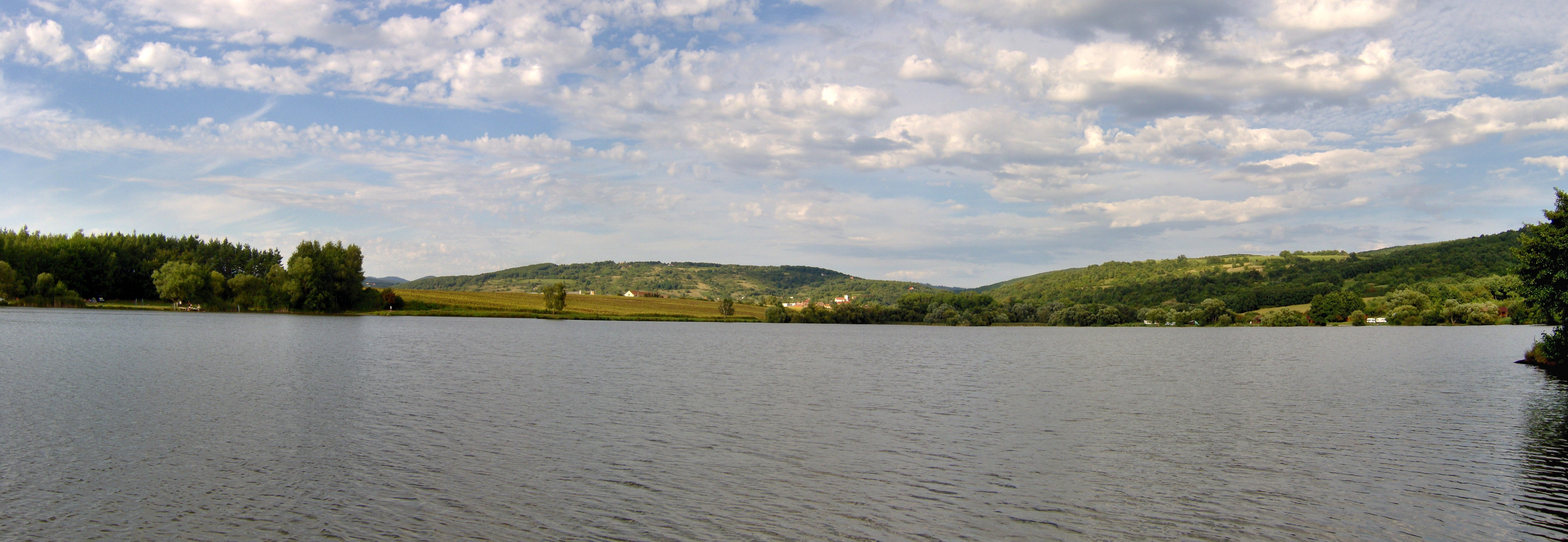
Přehrada Lipovina